# Пашковский, Евгений Владиславович
Евгений Владиславович Пашковский (1868—1939) — советский государственный деятель.

## Биография
В 1891 году окончил два курса Санкт-Петербургского политехнического института.
- 1891—1895 — статистик Тверского губернского земского статистического бюро.
- 1895—1896 — делопроизводитель Орловского губернского страхового отдела.
- 1896—1903 — ответственный статистик, заведующий Уфимского губернского оценочного статистического бюро.
- 1903—1904 — писец Архангельской казённой палаты.
- 1904—1906 — ответственный статистик Ярославского губернского оценочного статистического бюро.
- 1906—1914 — заведующий Вологодским оценочным статистическим бюро.
- 1914—1918 — заведующий Вятским губернским оценочно-статистическим бюро.
- 1918—1928 — заместитель управляющего ЦСУ РСФСР и СССР.
- 1926 — исполняющий обязанности управляющего Центральным статистическим управлением СССР в ранге народного комиссара СССР.
- С 1928 года на пенсии.